# Hawk Ostby
Hawk Ostby, nato Haakon Nygaard-Østby (India, 1966), è uno sceneggiatore norvegese.
Nasce da madre indiana e padre norvegese, è il primogenito di tre figli, due femmine che nasceranno in Svezia alcuni anni dopo. 
Dell'India rimangono solo i natali in quanto pochi mesi dopo dalla nascita si trasferisce coi genitori a Oslo (Norvegia) studiando nelle località di Nordstrand e Slemdal.
Una volta raggiunti i quindici anni parte per un viaggio che lo porta dapprima in Malaysia e poi a Singapore. Al compimento della maggiore età decide di trasferirsi permanentemente negli Stati Uniti d'America ove tutt'oggi vive.
Dal debutto nel mondo del cinema è in partnership con Mark Fergus, con il quale ha collaborato sempre. 
Nel 2008 è stato contattato insieme a Fergus per scrivere la sceneggiatura di Captain America - Il primo Vendicatore ma i due sono stati accantonati in favore di Christopher Markus e Stephen McFeely.

## Filmografia

### Sceneggiatore

#### Cinema
- La reputazione (Consequence) (2003)
- Presagio finale - First Snow (First Snow) (2006)
- I figli degli uomini (Children of Men) (2006)
- Iron Man (2008)
- Cowboys & Aliens (2011)
- L'ultimo Vermeer (The Last Vermeer), regia di Dan Friedkin (2019)

#### Televisione
- The Expanse – serie TV (2015 -2022)

## Riconoscimenti
Il suo lavoro più premiato è stato I figli degli uomini (2006), film drammatico diretto da Alfonso Cuarón. È stato candidato ai premi Oscar 2007 nella categoria Miglior sceneggiatura non originale, riconoscimento poi vinto da William Monahan per The Departed - Il bene e il male.